# Chłodzenie sympatyczne
Chłodzenie sympatyczne, współchłodzenie – metoda chłodzenia atomów, jonów lub cząsteczek do ultraniskich temperatur (poniżej 1 mK), polegająca na użyciu jako czynnika chłodzącego gazu wstępnie schłodzonych atomów.
Chłodzenie sympatyczne zostało po raz pierwszy zademonstrowane do chłodzenia (do temperatur poniżej 1 K) jonów atomowych i cząsteczkowych w schłodzonym gazie jonów atomowych zgromadzonych w pułapce Penninga. Ze względu na daleko-zasięgowy charakter oddziaływania Coulomba, które jest dominującą składową oddziaływania międzycząsteczkowego i jednocześnie nie sprzęga wewnętrznych stopni swobody zderzających się jonów, proces chłodzenia sympatycznego naładowanych gazów atomów lub cząsteczek jest łatwiejszy do realizacji i bardziej uniwersalny niż w przypadku chłodzenia z gazem neutralnych atomów.
Chłodzenie sympatyczne neutralnych atomów zostało eksperymentalnie zrealizowane po raz pierwszy w 1997 przez grupę naukowców z NIST i Uniwersytetu Kolorado w Boulder i obecnie jest z powodzeniem wykorzystywane do chłodzenia gazów atomów fermionowych, które w związku z zakazem Pauliego wykazują bardzo małe przekroje czynne na zderzenia elastyczne, co powoduje że podejście z użycie chłodzenia przez odparowanie w ich przypadku zawodzi.
Postuluje się użycie metody chłodzenia sympatycznego z gazem ultrazimnych neutralnych atomów do chłodzenia do ultraniskich temperatur jonów lub cząsteczek (nie zrealizowane dotychczas (2010) eksperymentalnie, chociaż pierwszą udanę próbę sympatycznego chłodzenia jonu w gazie ultrazimnych atomów do temperatury poniżej 0,5 K udało się w 2010 roku przeprowadzić grupie z Cambridge), których nie można schłodzić, stosując metody z użyciem laserów, stosowanej z powodzeniem do chłodzenia atomów metali alkalicznych i metali ziem alkalicznych.
Proces sympatycznego chłodzenia polega na umieszczeniu wstępnie schłodzonego do niskich temperatur (np. przy użyciu spowalniania Starka do temperatury poniżej 1 K) gazu atomów, jonów lub cząsteczek (utrzymywanych w pułapce magnetycznej lub magneto-optycznej) w kontakcie z gazem ultrazimnych atomów (schłodzonych do temperatury poniżej 1 mK lub nawet poniżej 1 μK) oraz następującej po tym samoczynnie termalizacji. Warunkiem koniecznym przeprowadzenia udanego sympatycznego chłodzenia jest odpowiednio duży stosunek przekrojów czynnych na zderzenia elastyczne do przekrojów czynnych na zderzenia nieelastyczne (przyjmuje się, że stosunek ten powinien wynosić minimum 100), w innym bowiem przypadku tempo grzania się gazu w związku z uwalnianiem się energii w zderzeniach nieelastycznych będzie większe niż szybkość chłodzenia wynikająca ze zderzeń z ultrazimnymi atomami.
Sympatyczne chłodzenie neutralnych cząsteczek daje nadzieję na możliwość otrzymania w sposób bezpośredni gazu ultrazimnych cząsteczek w podstawowym stanie rowibracyjnym, które następnie schłodzone do temperatur poniżej 1 μK z użyciem metody chłodzenia przez odparowanie pozwoliłoby otrzymać pierwszy kondensat Bosego-Einsteina cząsteczek w stanie absolutnie podstawowym energetycznie (zastosowanie metod pośrednich, takich jak fotoasocjacja lub magnetoasocjacja z następczym stymulowanym adiabatycznym przejściem Ramana, nie pozwalają do dziś (2009) otrzymać gazów cząsteczek bozonowych o gęstości wystarczającej do wystąpienia kondensacji).